# Kazunari Ōno
Kazunari Ōno (大野 和成 Ōno Kazunari?, Jōetsu, Niigata, 4 de agosto de 1989) es un futbolista japonés que juega como defensa en el Shonan Bellmare.

## Trayectoria

### Clubes
| Club                     | País  | Año       |
| ------------------------ | ----- | --------- |
| Albirex Niigata          | Japón | 2008-2017 |
| Ehime FC (cedido)        | Japón | 2011      |
| Shonan Bellmare (cedido) | Japón | 2012-2013 |
| Shonan Bellmare          | Japón | 2018-     |

## Palmarés

### Títulos nacionales
| Título         | Club            | País  | Año  |
| -------------- | --------------- | ----- | ---- |
| Copa J. League | Shonan Bellmare | Japón | 2018 |